# 동두천시의회
동두천시의회는 경기도 동두천시 지역을 관할하는 기초의회이다.